# Röggla von Aehrenthal

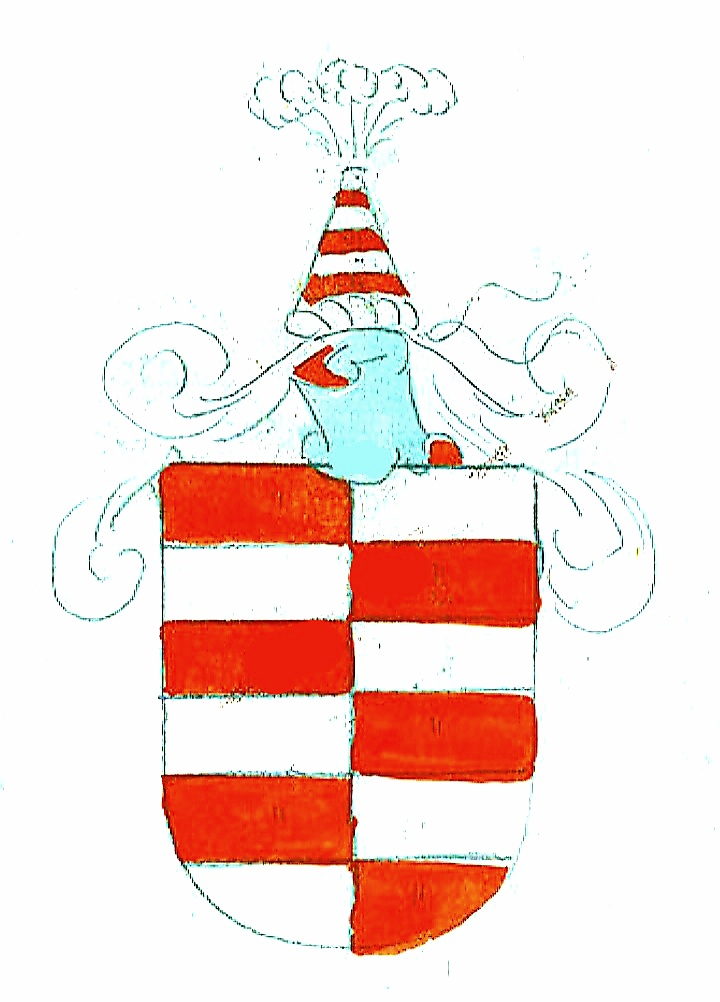
Stammwappen der Röggla (zu Kaltern)

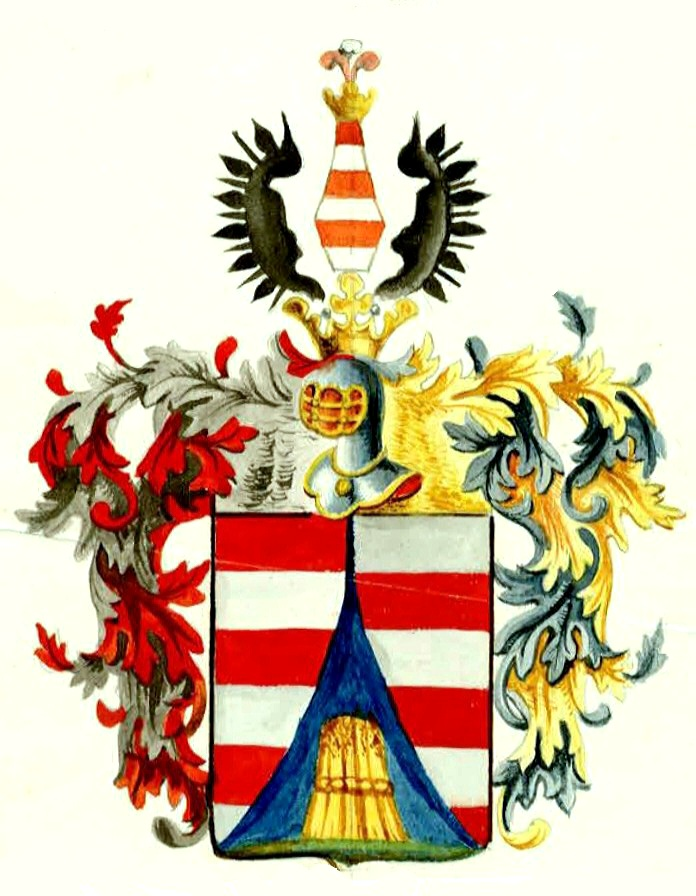
Wappen der Röggla von Aehrenthal

Röggla von Aehrenthal zu Thonheimb ist der Name eines österreichischen briefadeligen Geschlechts. 

## Geschichte
Am 15. November 1579 verlieh der Tiroler Landesfürst Erzherzog Ferdinand II. den Vettern Peter, Caspar, Hans Jakob und Christoph Röggl in Innsbruck einen Wappenbrief mit Lehenartikel: "Von Rot und Silber abwechselnd sechsfach quergeteilt." Auf dem alten Friedhof von Kaltern befindet sich der Grabstein des Richters und Viertelverwesers an der Etsch Johann Peter Röggla († 29. April 1844), der dieses alte Wappen zeigt.

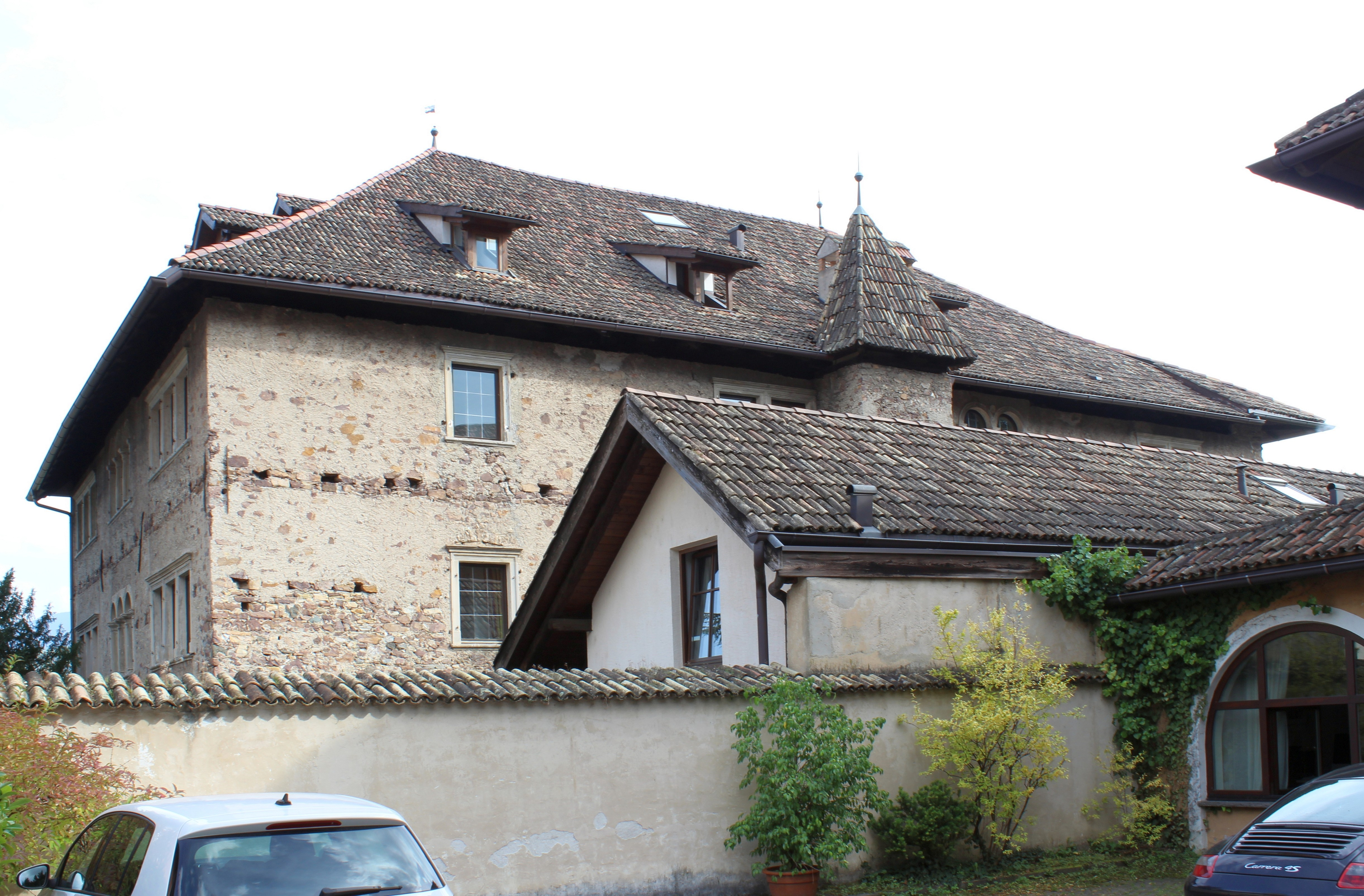
Ansitz Aehrenthal zu Kaltern

Der Landgerichtsschreiber Anton Valentin von Röggla erhielt auf Grund seiner Verdienste bei der Trockenlegung der in der Nähe des Kalterer Sees befindenden gesundheitsschädlichen Dämpfe bzw. Sümpfe, ferner für die 1797 erfolgte Bereitstellung waffenfähiger Männer zur Unterstützung des kaiserlichen Heeres im Erster Koalitionskrieg gegen Napoleon Bonaparte, 1804 von Kaiser Franz II. in Wien den erbländisch-österreichischen Adelsstand und das Prädikat "von Aehrenthal". In Kaltern besaß der Nobilitierte den Ansitz Aehrenthal.  
Der Sohn von Anton Valentin, Adalbert Röggla von Aerenthal machte sich ebenfalls in der Landesverteidigung verdient und wirkte seit 1838 zweimal als Bürgermeister sowie Mitglied des Gemeindeausschusses von Kaltern. 1848 befehligte er als Hauptmann eine Schützen-Compagnie, mit der er das von italienischen Freischaren besetzte Dorf Cles auf dem Nonsberg angriff. Am 17. August 1849 zeichnete ihn der Kaiser mit dem Orden der Eisernen Krone 3. Klasse aus. 1865 wurde ihm der österreichische Ritterstand und zusätzlich das Prädikat "zu Thonheimb" verliehen. Adalbert Röggla war mit Mathilde, Tochter von Leonhard Schasser von und zu Thonheimb verheiratet, dem letzten männlichen Angehörigen der Familie, von dem er den Namen Thonheimb übernahm. Des Weiteren wurde ihm eine Wappenvereinigung mit den Schasser genehmigt.

## Standeserhebungen
- 20. Juni 1804: erbländischer Adelsstand
- 2. März 1865: österreichischer Ritterstand